# ملعب لوكوموتيف
ملعب لوكوموتيف هو ملعب كرة قدم يقع في موسكو عاصمة روسيا . يسع الملعب لجلوس 28،800 متفرج . يعتبر الملعب الرسمي الذي يخوض فيه نادي لوكوموتيف موسكو مبارياته . تم افتتاح الملعب في سنة 2002 .